# Jim Pla

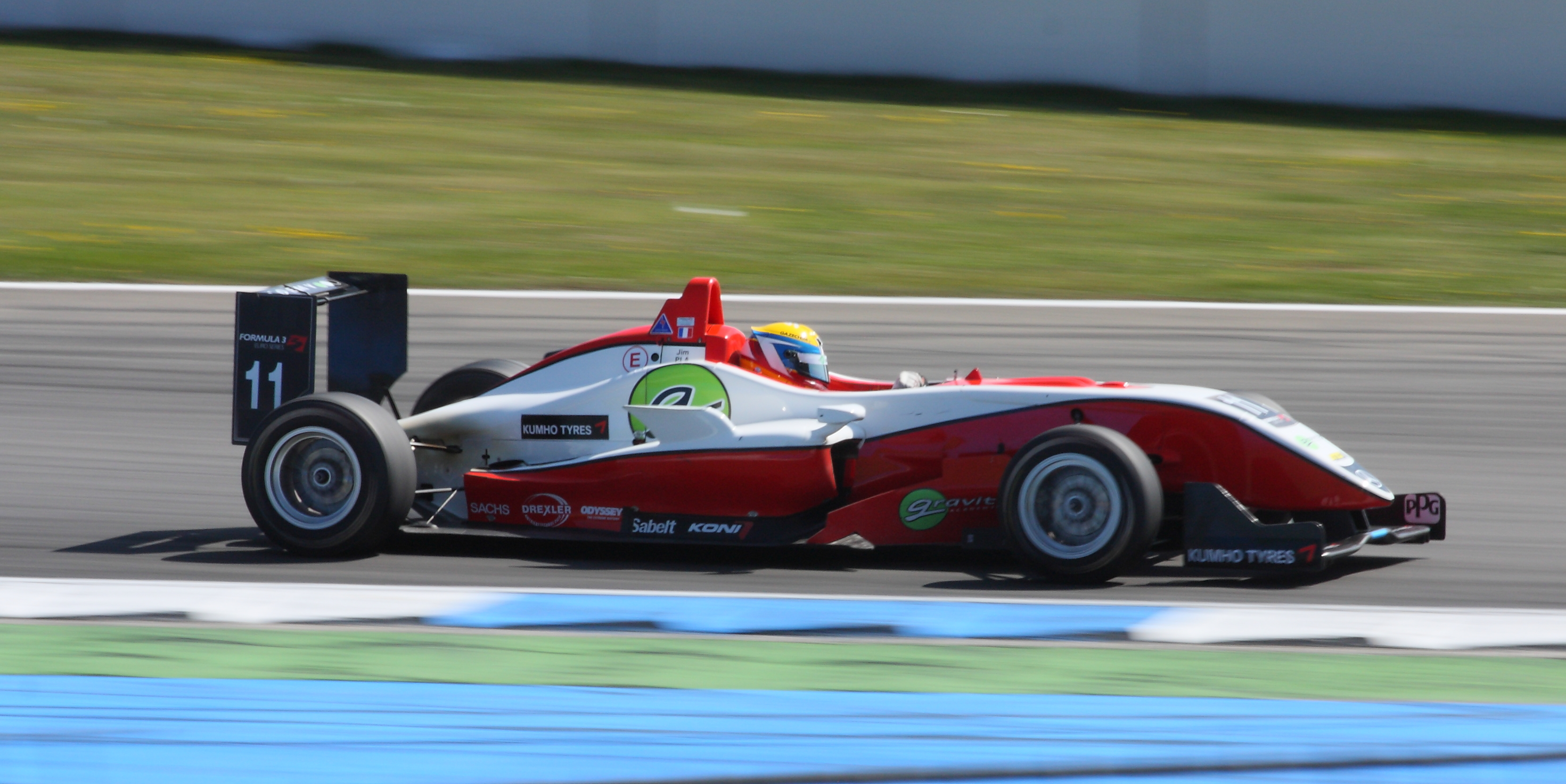
Jim Pla bei der Formel-3-Euroserie am Hockenheimring (2010)

Jim Pla (* 6. Oktober 1992 in Béziers) ist ein französischer Rennfahrer.

## Karriere
Wie die meisten Motorsportler begann Pla seine Karriere im Kartsport, in dem er bis 2006 aktiv war. 2007 gab der Franzose im Alter von 14 Jahren sein Debüt im Formelsport in der französischen Formel Renault Campus. Er gewann ein Rennen und beendete die Saison auf dem sechsten Gesamtrang. 2008 wurde Pla von DAMS für die europäische Formel BMW verpflichtet. Mit zwei vierten Plätzen als beste Ergebnisse belegte er am Ende der Saison den 18. Gesamtrang. 2009 bestritt der Nachwuchsrennfahrer für DAMS seine zweite Saison in der europäischen Formel BMW. Der Franzose gewann vier Rennen am Stück und belegte am Saisonende den fünften Platz in der Fahrerwertung. Außerdem trat er bei einem Rennen der pazifischen Formel BMW an.
2010 wurde Pla von ART Grand Prix für die Formel-3-Euroserie verpflichtet, in der er im Alter von 17 Jahren sein Debüt gab. Mit einem Sieg belegte er am Saisonende den zehnten Gesamtrang. Darüber hinaus startete er als Gastfahrer bei zwei Rennwochenenden der britischen Formel-3-Meisterschaft und nahm an einem Lauf der GP3-Serie teil.

## Persönliches
Pla ist nicht mit dem französischen Rennfahrer Olivier Pla verwandt.

## Statistik

### Karrierestationen
- 2007: Französische Formel Renault Campus (Platz 6)
- 2008: Europäische Formel BMW (Platz 18)
- 2009: Europäische Formel BMW (Platz 5)
- 2010: Formel-3-Euroserie (Platz 10); GP3-Serie (Platz 36)